# Janne Kolling
Janne Kolling (født 12. juli 1968 i Aarhus) er en dansk tidligere håndboldspiller og nu hospitality medarbejder i den kommercielle afdeling på Dansk Håndbold.
Hun spillede på det danske landshold i 12 år og var holdets anfører frem til 1997. Hun stoppede kort efter OL i Sydney af familieårsager. Hendes afskedskamp mod Ungarn i marts 2001 var hendes kamp nummer 250, hun er dermed suveræn landskamprekordholder på kvindesiden. Det er kun Camilla Andersen som har scoret flere end Kollings 756 landskampsmål.
Kolling stoppede med håndbold på topplan som 32-årig på grund af en knæskade.
Hendes sidste kamp var mod Ungarn i Århus Arena i foråret 2001.
Efter sin karriere i tophåndbold har hun været ansat som hospitality ansvarlig hos Dansk Håndbold, og hun er fortsat med håndbold på old girls plan i FIF.

## Klubber
- Hornbæk SF, Over Hornbæk ved Randers (87-88)
- UM Kyndil, (Færøerne) (1988-89)
- Lyngså BK (1989-91)
- Viborg HK (1991-97)
- Corte Blanco (Spanien) (97-99)
- Tertnes (Norge) (99-00)

## Meriter
- 1987:  Sølv U-VM
- 1993:  Sølv VM
- 1994:  Guld EM
- 1995:  Bronze VM
- 1996:  Guld OL
- 1996:  Guld EM
- 1997:  Guld VM
- 1998:  Sølv EM
- 1999:  Guld Pre-Olympics i Australien
- 2000:  Guld OL

Som en del af kvindeungdomslandsholdet blev hun tildelt Årets Fund-prisen i 1987.